# Биектау
Биектау (тат. Биектау) — село в Рыбно-Слободском районе Татарстана. Центр Биектауского сельского поселения.

## География
Расположено на реке Шумбут, в 47 км северо-восточнее Рыбной Слободы.

## История
Основано в XVIII веке, до 1940 года называлось селом Кучук. В исторических документах также известно под названием Кучуковы Челны.
До 1860-х годов жители относились к сословию государственных крестьян. Занимались земледелием (в начале XX века земельный надел сельской общины составлял 3558,1 десятины) и разведением скота.
В «Списке населенных мест по сведениям 1859 года», изданном в 1866 году, населённый пункт упомянут как казённая деревня Кучуковы Челны (Балгузина) 2-го стана Лаишевского уезда Казанской губернии. Располагалась при речке Шумбуте, по правую сторону торговой Ногайской дороги, в 45 верстах от уездного города Лаишево и в 35 верстах от становой квартиры в казённом селе Карабаяны (Богородское). В деревне, в 73 дворах жили 969 человек (472 мужчины и 497 женщин), была мечеть.
По сведениям переписи 1897 года, в деревне Кучуковы Челны Лаишевского уезда Казанской губернии жили 1511 человек (771 мужчина и 740 женщин), из них 1508 мусульман.
В начале XX века здесь действовали 2 мечети, водяная мельница, 6 мелочных лавок.
До 1920 года село входило в Шумбутскую волость Лаишевского уезда Казанской губернии. С 1920 года в составе Лаишевского кантона ТАССР. С 14 февраля 1927 года в Рыбно-Слободском, с 10 февраля 1935 года в Кзыл-Юлдузском, с 26 марта 1959 года в Рыбно-Слободском, с 1 февраля 1963 года в Мамадышском, с 12 января 1965 года в Рыбно-Слободском районах.
В 1931 году в селе был организован колхоз. С 1970 года в составе совхоза «Шумбутский» (в селе располагалась центральная усадьба, мясо-молочное скотоводство). С 1993 года сельскохозяйственный кооператив «Биектау».

## Население
| 1859 | 1897 | 1908 | 1926 | 1949 | 1958 | 1970 | 1989 | 2002 | 2010 | 2020 |
| ---- | ---- | ---- | ---- | ---- | ---- | ---- | ---- | ---- | ---- | ---- |
| 969  | 1508 | 1854 | 1655 | 1514 | 545  | 1587 | 886  | 827  | 749  | 731  |

Национальный состав села — татары.

## Экономика
Жители работают преимущественно в обществе с ограниченной ответственностью «Кулон Агро» (с 2012 г., деревня Янавыл), крестьянских (фермерских) хозяйствах.

## Инфраструктура
Средняя школа, детский сад (с 1957 г.), дом культуры, библиотека (с 1956 г.), фельдшерско-акушерский пункт.

## Религия
Мечеть «Шамиль» (с 2004 г.).

## Известные люди
В Биектау родился Закий Шаймарданович Шаймарданов — Герой Советского Союза, гвардии старший лейтенант, артиллерист.